# 保原彩夏
保原彩夏（日语：／ Hobara Sayaka，1998年7月30日—），日本女子羽毛球運動員。宮城縣出生，現就讀於聖ウルスラ學院英智高等學校。她与松山奈未曾贏得2016年世青賽女双冠军得主，亦是日本史上第一支世青賽女雙冠軍组合。現屬YONEX羽毛球隊及日本國家羽毛球隊B隊。

## 簡歷
2016年11月，保原彩夏出戰西班牙畢爾包舉行的世界青年羽毛球錦標賽，與松山奈未合作打進女子雙打比賽決賽，並以2比1（25-23、19-21、21-14）擊敗中國組合，贏得冠軍。

## 主要比賽成績
只列出曾進入準決賽的國際賽事成績：
| 年份   | 賽事                     | 公開賽級別 | 項目     | 拍檔     | 成績   |
| ------ | ------------------------ | ---------- | -------- | -------- | ------ |
| 2016年 | 亞洲青年羽毛球錦標賽     | 其他       | 混合團體 | －       | 季軍   |
| 2016年 | 世界青年羽毛球錦標賽     | 其他       | 混合團體 | －       | 季軍   |
| 2016年 | 世界青年羽毛球錦標賽     | 其他       | 女子雙打 | 松山奈未 | 冠軍   |
| 2018年 | 奧地利羽毛球公開賽       | 國際挑戰賽 | 女子雙打 | 曽根夏姫 | 亞軍   |
| 2019年 | 奧地利羽毛球公開賽       | 國際挑戰賽 | 女子雙打 | 曽根夏姫 | 準決賽 |
| 2019年 | 大阪羽毛球國際挑戰賽     | 國際挑戰賽 | 女子雙打 | 曽根夏姫 | 冠軍   |
| 2019年 | 馬爾代夫羽毛球國際挑戰賽 | 國際挑戰賽 | 女子雙打 | 曽根夏姫 | 冠軍   |
| 2020年 | 牙買加羽毛球國際賽       | 國際系列賽 | 女子雙打 | 宮浦玲奈 | 冠軍   |
| 2022年 | 台北羽毛球公開賽         | 超級300賽  | 女子雙打 | 鈴木陽向 | 準決賽 |
| 2022年 | 瑪琅羽毛球國際挑戰賽     | 國際挑戰賽 | 女子雙打 | 鈴木陽向 | 亞軍   |
| 2023年 | 墨西哥羽毛球國際挑戰賽   | 國際挑戰賽 | 女子雙打 | 水津優衣 | 冠軍   |
| 2023年 | 塞班島羽毛球國際賽       | 國際挑戰賽 | 女子雙打 | 水津優衣 | 亞軍   |
| 2023年 | 印尼泗水羽毛球國際挑戰賽 | 國際挑戰賽 | 女子雙打 | 水津優衣 | 亞軍   |
| 2023年 | 印尼泗水羽毛球大師賽     | 超級100賽  | 女子雙打 | 水津優衣 | 準決賽 |
| 2023年 | 韓國羽毛球大師賽         | 超級300賽  | 女子雙打 | 水津優衣 | 準決賽 |
| 2024年 | 中國瑞昌羽毛球大師賽     | 超級100賽  | 混合雙打 | 霜上雄一 | 準決賽 |
| 2024年 | 北馬里亞納羽毛球公開賽   | 國際挑戰賽 | 混合雙打 | 霜上雄一 | 冠軍   |
| 2024年 | 塞班島羽毛球國際賽       | 國際挑戰賽 | 混合雙打 | 霜上雄一 | 亞軍   |
| 2024年 | 印尼羽毛球國際挑戰賽     | 國際挑戰賽 | 混合雙打 | 霜上雄一 | 準決賽 |
| 2024年 | 越南羽毛球公開賽         | 超級100賽  | 混合雙打 | 霜上雄一 | 準決賽 |
| 2024年 | 吉隆坡羽毛球大師賽       | 超級100賽  | 混合雙打 | 霜上雄一 | 亞軍   |
| 2025年 | 蘇迪曼盃                 | 其他       | 混合團體 | －       | 季軍   |
| 2025年 | 台北羽毛球公開賽         | 超級300賽  | 女子雙打 | 廣上瑠依 | 準決賽 |
| 2025年 | 台北羽毛球公開賽         | 超級300賽  | 混合雙打 | 霜上雄一 | 準決賽 |
| 2025年 | 泰國羽毛球公開賽         | 超級500賽  | 女子雙打 | 廣上瑠依 | 準決賽 |

| 2007-2017年 | 首要超級賽 | 超級賽 | 黃金大獎賽 | 大獎賽 | 國際挑戰賽 | 國際系列賽 | 未來系列賽 | 其他 |

| 2018-2026年 | 總決賽 | 超級1000賽 | 超級750賽 | 超級500賽 | 超級300賽 | 超級100賽 | 國際挑戰賽 | 國際系列賽 | 未來系列賽 | 其他 |